# Regina König
Regina König ist eine ehemalige deutsche Rennrodlerin. In der zweiten Hälfte der 1970er Jahre gehörte sie zu den besten Rennrodlerinnen Westdeutschlands.

## Werdegang
Regina König war zunächst als Juniorin aktiv. Bei den Junioren-Europameisterschaften 1975 in Oberhof wurde sie 19. und damit Letzte. Drei Jahre später wurde sie in Winterberg Fünfte.
Ihren größten Erfolg erreichte König, als sie in der Saison 1977/78 die Gesamtwertung des erstmals ausgetragenen Rennrodel-Weltcups für sich entscheiden konnte, obwohl sie einzig in Igls hinter Andrea Fendt und Elke Djan eine Podiumsplatzierung erreichen konnte. Dennoch distanzierte sie nach den vier Saisonrennen selbst die zweifache Saisonsiegerin Andrea Fendt auf den zweiten Rang.